# Dušan Uhrin mladší
Dušan Uhrin ml. (* 11. října 1967 v Praze) je český fotbalový trenér. Jako trenér působil mimo Česko na klubové úrovni v Rumunsku, Gruzii, Bělorusku a na Kypru. Jeho otec Dušan Uhrin st. je bývalý fotbalový trenér.

## Hračská kariéra
Svoji hráčskou kariéru začal v FK Meteor Praha VIII, odkud v průběhu mládeže zamířil do Bohemians Praha. V roce 1984 se propracoval do prvního týmu. Následně působil v Montáže Praha. V letech 1988–90 působil v klubu FC Jílové. Kariéru ukončil v mužstvu RH Strašnice v roce 1992.

## Trenérská kariéra
Trénovat začal v týmu RH Strašnice, kde byl hrajícím koučem. Poté byl koučem PSK Union Praha. V červenci 1994 podepsal smlouvu s FK Slavoj Vyšehrad. V sezoně 1997/98 koučoval B-tým AC Sparta Praha. V následujícím ročníku vedl klub SK Tatran Poštorná. Od roku 1999 byl trenérem mládeže SK Slavia Praha. Od prosince 1999 do června 2001 působil u A-týmu "Sešívaných", kde byl nejprve asistentem Františka Cipra, a poté Karla Jarolíma. Následně vedl FC Bohemians Praha.
V české nejvyšší soutěži se proslavil především jako hlavní trenér FK Mladá Boleslav, s nímž se mu podařilo obsadit druhé místo v sezoně 2005/06 a třetí v sezoně 2006/07. Velkým úspěchem bylo vyřazení slavného Olympique Marseille v předkole Poháru UEFA 2006/07 a postup do základní skupiny této soutěže. V ní získal 3 body za remízy s Rapidem Bukurešť, Hapoelem Tel Aviv a Paris Saint-Germain, což na další postup nestačilo.
V následujících letech sbíral zkušenosti v zahraničních ligách, když vedl rumunské celky CFR Kluž a FC Temešvár, kyperský Limassol a gruzínské FC Dinamo Tbilisi, s nímž získal v roce 2013 mistrovský titul, což se povedlo i jeho otci v roce 2008. Angažmá v zahraničí přerušil jen na krátký čas v letech 2009–2010, kdy trénoval Mladou Boleslav. V prosinci 2013 se dohodl na předčasném ukončení smlouvy s Dinamem Tbilisi, neboť dostal nabídku z ČR. Trenérskou smlouvu s Viktorií Plzeň podepsal 17. prosince 2013, platnost měla být do léta 2016.
Na jaře 2014 dokázal s Plzní postoupit do osmifinále Evropské ligy přes silný Šachtar Doněck. V lize i poháru skončila Plzeň v sezoně 2013/14 na druhém místě, v obou případech za Spartou Praha.
Na začátku sezony 2014/15 přišla porážka 0:3 v českém Superpoháru se Spartou.
Díky umístění na pohárové druhé příčce konečné tabulky předchozí sezóny se představil s Plzní v Evropské lize UEFA 2014/15. Po neúspěšném odvetném utkání v Evropské lize UEFA 2014/15 s rumunským týmem FC Petrolul Ploiești (1:4) byl 11. srpna 2014 odvolán z působení v FC Viktoria Plzeň.
V prosinci 2014 se dohodl na trenérském angažmá s běloruským týmem FK Dinamo Minsk. Na jaře 2015 byl odvolán.[zdroj?]
V červnu 2015 se stal hlavním trenérem SK Slavia Praha. V sezóně 2015/16 dovedl tým na konečné 5. místo a zajistil mu tak
účast v předkolech Evropské ligy 2016/17.
V srpnu 2016 byl po prohře Slavie 1:3 v Plzni kvůli neuspokojivým výsledkům odvolán. Ve čtyřech ligových zápasech sezóny 2016/17 tým získal 5 bodů z 12 možných, v předkolech Evropské ligy vyřadil Levadii Tallinn a Rio Ave, ale vypadl ve 4. předkole Anderlechtem.
V červnu 2017 se stal generálním sportovním manažerem a trenérem klubu FK Mladá Boleslav. V únoru 2018 byl z funkce odvolán.

## Úspěchy

### Trenérské
FK Mladá Boleslav
- 2. místo v české lize 2005/06
- postup do základní skupiny Poháru UEFA 2006/07

FC Temešvár
- 2. místo v 1. rumunské lize 2010/11

FC Dinamo Tbilisi
- vítěz 1. gruzínské ligy 2012/13
- vítěz gruzínského poháru 2012/13

FC Viktoria Plzeň
- 2. místo v Gambrinus lize 2013/14
- postup do osmifinále Evropské ligy 2013/14

### Individuální
- 2x Trenér měsíce Synot ligy: 9/2015, 5/2016